# Krvna slika
Krvna slika ali hemogram je natančen zapis rezultatov preiskave krvi, zlasti glede na koncentracijo, razmerje in morfološke značilnosti (zgradbo) krvnih celic ter koncentracijo hemoglobina.
Ločimo belo krvno sliko (se nanaša na bele krvničke) in rdečo krvno sliko (nanaša se na rdeče krvničke in hemoglobin). Diferencialna krvna slika prikaže razmerje med posameznimi belimi krvnimi celicami (granulociti, limfociti, monociti, eozinofilci, bazofilci). Dandanes se krvna slika določi avtomatizirano, z napravami, ki analizirajo različne komponente krvi v manj kot eni minuti.

## Normalne vrednosti
V spodnji preglednici so referenčne vrednosti posameznih parametrov krvne slike:
| Parameter      | Normalne vrednosti                                           |
| -------------- | ------------------------------------------------------------ |
| rdeče krvničke | moški: 4,7–6,1 × 106 celic/μL ženske: 4,2–5,4 × 106 celic/μL |
| bele krvničke  | 4.500–10.000 celic/μL                                        |
| hematokrit     | moški: 40,7–50,3 % ženske: 36,1–44,3 %                       |
| hemoglobin     | moški: 13,8–17,2 g/dL ženske: 12,1–15,1 g/dL                 |
| MCV1           | 80–95 femtolitrov                                            |
| MCH2           | 27–31 pg/celico                                              |
| MCHC3          | 32–36 gm/dL                                                  |

1 povprečni korpuskularni volumen eritrocita

2 povprečna količina hemoglobina v eritrocitu

3 povprečna koncentracija hemoglobina v eritrocitu